# Dorothy L. Sayers
Dorothy Leigh Sayers, cunoscută mai ales sub numele de scriitoare, Dorothy L. Sayers, (n. 13 iunie 1893, Oxford, Anglia, Regatul Unit al Marii Britanii și Irlandei – d. 17 decembrie 1957, Witham, Anglia, Regatul Unit) a fost o scriitoare de descendență engleză și irlandeză, excelând ca dramaturg, editor, eseist, critic literar, poet, romancier și translator, cunoscută și apreciată în arealul limbii engleze datorită elementelor puternice stilului scriiturii sale, oscilând între analizarea unor cazuri reale de omucideri (cunoscută ca true crime), roman polițist și thriller.
Sayers a cunoscut larga consacrare pentru scrierile sale în care combină ingenios genurile romanului polițist și ale scriiturilor de tip thriller, care sunt plasate în timp între cele două războaie mondiale, ale căror personaj principal este detectivul amator Lord Peter Wimsey, un aristocrat pasionat de descoperirea adevărului în cazuri de omucidere.
Sayers considera cea mai bună operă a sa traducerea lucrării Divina commedia a italianului Dante Alighieri, considerat cel mai mare scriitor al Evului Mediu european.